# Samsung Galaxy M34 5G
Samsung Galaxy M34 5G — смартфон середнього рівня, розроблений Samsung Electronics, що входить до серії Galaxy M. Був анонсований 3 липня 2023 року. Також 7 серпня того ж року був представлений Samsung Galaxy F34 5G, що відрізняється від Galaxy M34 5G тільки кольорами.

## Дизайн
Екран виконаний зі скла Corning Gorilla Glass 5, а задня панель та рамка — з глянцевого пластику.
Ззаду, як і більшість смартфонів Samsung, Galaxy M34 5G та Galaxy F34 5G подібні до лінійки Samsung Galaxy S23.
Знизу знаходяться роз'єм USB-C, динамік, мікрофон та 3,5 мм аудіороз'єм, а зверху — другий мікрофон. Зліва розташований гібридний слот під 2 SIM-картки або 1 SIM-картку карту пам'яті формату microSD до 1 ТБ. Справа розміщені кнопки регулювання гучності та кнопка блокування смартфона, в яку вбудований сканер відбитків пальців.
Samsung Galaxy M34 5G продавався в 3 кольорах: Темно-синьому (Midnight Blue), синьому (Waterfall Blue) та сріблястому (Prism Silver).
Samsung Galaxy F34 5G продавався в чорному (Electric Black) та Зеленому (Mystic Green) кольорах.

## Технічні характеристики

### Апаратне забезпечення

#### Платформа
Пристрої отримали процесор Samsung Exynos 1280 з графічним процесором Mali-G68.

#### Акумулятор
Акумуляторна батарея отримала об'єм 6000 мА·год та підтримку швидкої зарядки потужністю 25 Вт.

#### Камера
Смартфони отримали основну потрійну камеру 50 Мп, f/1.8 (ширококутний) з фазовим автофокусом та оптичною стабілізацією зображення + 8 Мп, f/2.2 (надширококутний) з кутом огляду 120° + 2 Мп, f/2.4 (макро). Основна камера вміє записувати відео в роздільній здатності 4K@30fps. Фронтальна камера отримала роздільність 13 Мп, діафрагму f/2.2 (ширококутний) та здатність запису відео в роздільній здатності 1080p@30fps.

#### Екран
Екран Super AMOLED, 6.5", FullHD+ (2340 × 1080) зі щільністю пікселів 396 ppi, співвідношенням сторін 19.5:9, частотою оновлення екрану 120 Гц та Infinity-U (краплеподібним) вирізом під фронтальну камеру.

#### Пам'ять
Смартфон продавався в комплектаціях 6/128 та 8/128 ГБ.

### Програмне забезпечення
Смартфони були випущені на One UI 5.1 на базі Android 13 і були оновлені до One UI 7.0 на базі Android 15. Моделі будуть отримувати 4 роки оновлення Android та 5 років оновлення системи безпеки.